# Jullianges
Jullianges is een gemeente in het Franse departement Haute-Loire (regio Auvergne-Rhône-Alpes) en telt 382 inwoners (1999). De plaats maakt deel uit van het arrondissement Le Puy-en-Velay.

## Geografie
De oppervlakte van Jullianges bedraagt 18,1 km², de bevolkingsdichtheid is 21,1 inwoners per km².
De onderstaande kaart toont de ligging van Jullianges met de belangrijkste infrastructuur en aangrenzende gemeenten.

## Demografie
Onderstaande figuur toont het verloop van het inwonertal (bron: INSEE-tellingen).